# Peter Ryan
Peter Barry Ryan (* 10. Juni 1940 in Philadelphia; † 2. Juli 1962 in Reims) war ein kanadischer Automobilrennfahrer.

## Karriere
Peter Ryan begann seine Karriere Ende der 1950er Jahre bei lokalen Rennen in Kanada und machte bald durch einige hervorragende Ergebnisse auf sich aufmerksam. Sein Sieg beim nicht zur Weltmeisterschaft zählenden Großen Preis von Kanada 1961 in Mosport auf einem Lotus 18-Climax brachte ihn nach Europa und Colin Chapman gab ihm einen Werksvertrag.
Er sollte 1962 eine komplette Formel-Junior-Saison für Lotus bestreiten. Ende 1961 startete er auch in seinen einzigen Automobil-Weltmeisterschaftsrennen. Beim Großen Preis der USA erreichte er Rang 9, allerdings mit einem Rückstand von vier Runden auf den Sieger Innes Ireland, der Lotus den ersten Grand-Prix-Sieg bescherte.
Ryan startete 1962 fulminant in die Saison und siegte gleich beim ersten Rennen der Nachwuchsformel im Mallory Park. Der zweite Lauf – der „Coupe de Vitesse des Juniors“ auf der Rennstrecke von Reims – endete für ihn tragisch. Bei einer Kollision mit dem Fahrzeug von Bill Moss wurde er aus seinem Wagen geschleudert und starb noch an der Rennstrecke an seinen inneren Verletzungen.

## Statistik

### Statistik in der Automobil-Weltmeisterschaft
Diese Statistik umfasst alle Teilnahmen des Fahrers an der Automobil-Weltmeisterschaft, die heutzutage als Formel-1-Weltmeisterschaft bezeichnet wird.

#### Gesamtübersicht
| Saison | Team                 | Chassis     | Motor         | Rennen | Siege | Zweiter | Dritter | Poles | schn. Rennrunden | Punkte | WM-Pos. |
| ------ | -------------------- | ----------- | ------------- | ------ | ----- | ------- | ------- | ----- | ---------------- | ------ | ------- |
| 1961   | J. Wheeler Autosport | Lotus 18/21 | Climax 1.5 L4 | 1      | −     | −       | −       | −     | −                | −      | NC      |
| Gesamt | Gesamt               | Gesamt      | Gesamt        | 1      | −     | −       | −       | −     | −                | −      |         |

#### Einzelergebnisse
| Saison | 1 | 2 | 3 | 4 | 5 | 6 | 7 | 8 |
| ------ | - | - | - | - | - | - | - | - |
| 1961   |   |   |   |   |   |   |   |   |
|        |   |   |   |   |   |   | 9 |   |

| Legende  | Legende            | Legende                                                          |
| Farbe    | Abkürzung          | Bedeutung                                                        |
| -------- | ------------------ | ---------------------------------------------------------------- |
| Gold     | –                  | Sieg                                                             |
| Silber   | –                  | 2. Platz                                                         |
| Bronze   | –                  | 3. Platz                                                         |
| Grün     | –                  | Platzierung in den Punkten                                       |
| Blau     | –                  | Klassifiziert außerhalb der Punkteränge                          |
| Violett  | DNF                | Rennen nicht beendet (did not finish)                            |
| Violett  | NC                 | nicht klassifiziert (not classified)                             |
| Rot      | DNQ                | nicht qualifiziert (did not qualify)                             |
| Rot      | DNPQ               | in Vorqualifikation gescheitert (did not pre-qualify)            |
| Schwarz  | DSQ                | disqualifiziert (disqualified)                                   |
| Weiß     | DNS                | nicht am Start (did not start)                                   |
| Weiß     | WD                 | zurückgezogen (withdrawn)                                        |
| Hellblau | PO                 | nur am Training teilgenommen (practiced only)                    |
| Hellblau | TD                 | Freitags-Testfahrer (test driver)                                |
| ohne     | DNP                | nicht am Training teilgenommen (did not practice)                |
| ohne     | INJ                | verletzt oder krank (injured)                                    |
| ohne     | EX                 | ausgeschlossen (excluded)                                        |
| ohne     | DNA                | nicht erschienen (did not arrive)                                |
| ohne     | C                  | Rennen abgesagt (cancelled)                                      |
| ohne     | keine WM-Teilnahme |                                                                  |
| sonstige | P/fett             | Pole-Position                                                    |
| sonstige | 1/2/3/4/5/6/7/8    | Punktplatzierung im Sprint-/Qualifikationsrennen                 |
| sonstige | SR/kursiv          | Schnellste Rennrunde                                             |
| sonstige | *                  | nicht im Ziel, aufgrund der zurückgelegten Distanz aber gewertet |
| sonstige | ()                 | Streichresultate                                                 |
| sonstige | unterstrichen      | Führender in der Gesamtwertung                                   |

### Le-Mans-Ergebnisse
| Jahr | Team                       | Fahrzeug          | Teamkollege | Platzierung | Ausfallgrund |
| ---- | -------------------------- | ----------------- | ----------- | ----------- | ------------ |
| 1962 | North American Racing Team | Ferrari 250TRI/61 | John Fulp   | Ausfall     | Motorschaden |

### Sebring-Ergebnisse
| Jahr | Team                       | Fahrzeug           | Teamkollege     | Teamkollege            | Platzierung | Ausfallgrund |
| ---- | -------------------------- | ------------------ | --------------- | ---------------------- | ----------- | ------------ |
| 1961 | Eglinton Caledonia Motors  | Porsche 718 RS/61  | Francis Bardley | Ludwig Heimrath senior | Rang 9      |              |
| 1962 | North American Racing Team | Ferrari Dino 248SP | John Fulp       |                        | Rang 13     |              |

### Einzelergebnisse in der Sportwagen-Weltmeisterschaft
| Saison | Team                      | Rennwagen                                   | 1   | 2   | 3   | 4   | 5   | 6   | 7   | 8   | 9   | 10  | 11  | 12  | 13  | 14  | 15  |
| ------ | ------------------------- | ------------------------------------------- | --- | --- | --- | --- | --- | --- | --- | --- | --- | --- | --- | --- | --- | --- | --- |
| 1961   | Eglinton Caledonia Motors | Porsche 718                                 | SEB | TAR | NÜR | LEM | PES |     |     |     |     |     |     |     |     |     |     |
| 1961   | Eglinton Caledonia Motors | Porsche 718                                 | 9   |     |     |     |     |     |     |     |     |     |     |     |     |     |     |
| 1962   | NART Ian Walker           | Ferrari 250TRI Ferrari Dino 248 SP Lotus 23 | DAY | SEB | SEB | MAI | TAR | BER | NÜR | LEM | TAV | CCA | RTT | NÜR | BRI | BRI | PAR |
| 1962   | NART Ian Walker           | Ferrari 250TRI Ferrari Dino 248 SP Lotus 23 | 15  |     | 13  |     |     |     | DNF | DNF |     |     |     |     |     |     |     |